# Giorgio Massari

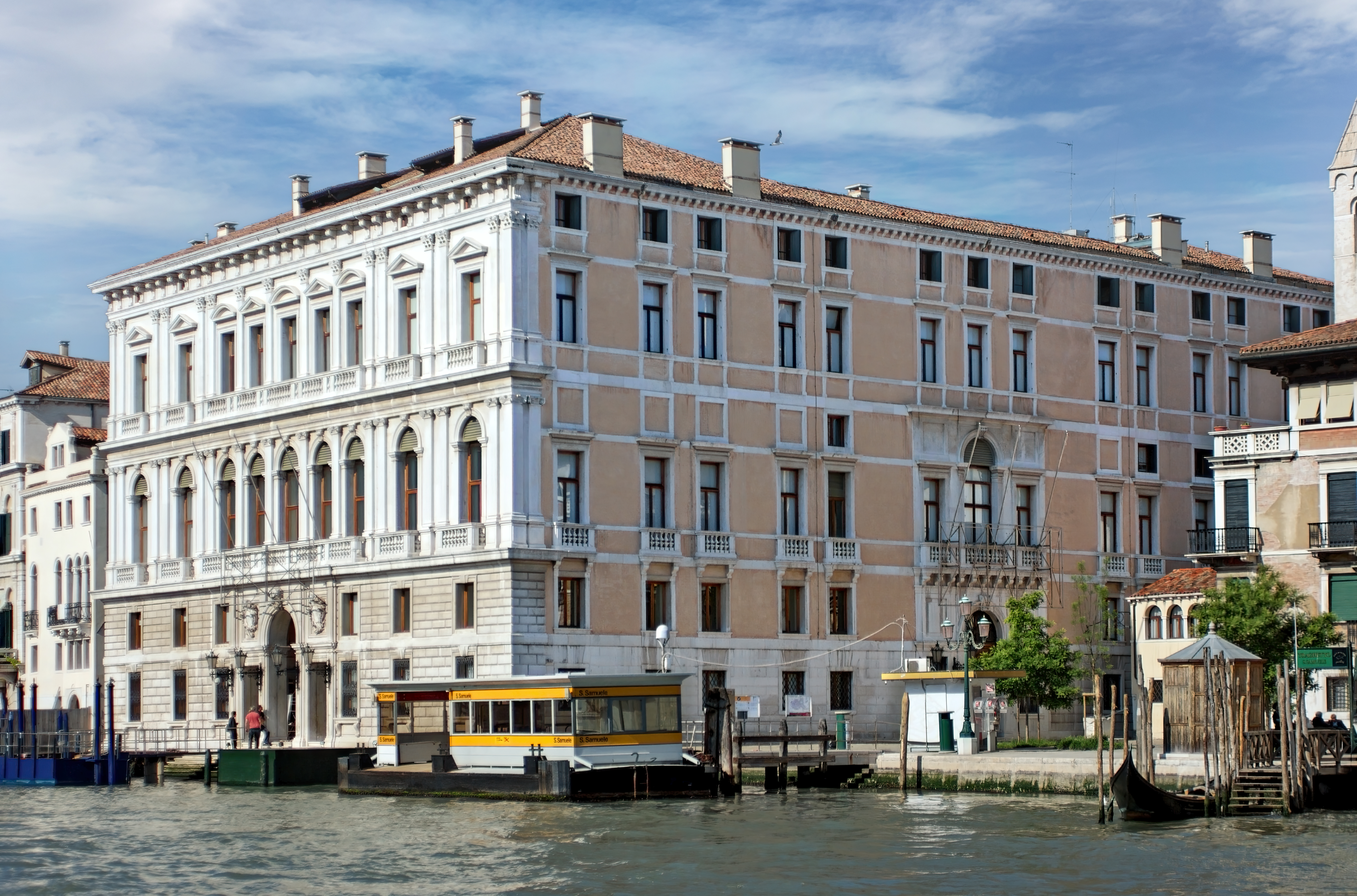
Palacio Grassi

Giorgio Massari (nacido en 1687 y fallecido en 1766), fue un prominente arquitecto italiano, del barroco tardío.
Entre sus principales obras destacan la Iglesia de Gesuati, construida entre los años 1726 y 1743, y el Palacio Grassi, llevado a cabo en 1749, ambas obras localizadas en Venecia. Posteriormente, Massari ejecutó la fachada de uno de los palacios del Gran Canal, con estilos barrocos. Massari también diseñó la escalinata de Villa Giovannelli Colonna.